# 蔡爾平
蔡爾平（Tsai Erh Ping，1950年11月22日—），台灣雕塑家，雲林縣北港鎮人，國立臺灣藝術專科學校畢業（今國立臺灣藝術大學），為工藝首飾品牌 Jewelry10（珠璃田）之創辦人。

## 簡史
1984年赴美國帕森設計學院 Parson's School of Design 修習藝術碩士學位。
1986年於紐約創立品牌，以設計及販售穿戴式陶藝與金工藝飾品為主。
近年蔡爾平與妻子將生活重心逐漸轉回臺灣，陸續參與多項展覽及大型公共藝術之創作。

## 創作風格
蔡爾平之創作以自然生態為主要題材，其創作手法常結合陶藝、金屬及多種異質媒材，並運用玻璃工藝。除穿戴式飾品以外，他的創作形式亦涵蓋大型雕塑 以及庭園設計等。

## 參展紀錄及大型公共藝術創作
- 2009年國立歷史博物館《原鄉陶夢－蔡爾平彩鑲瓷暨陶藝創作展》[5]

- 2013年國立故宮博物院《乾隆潮—新媒體藝術展》 - 乾隆與玩性[6]

- 2014年《璀璨幾何─蔡爾平穿戴藝術》[7]

- 2016年奇美博物館《搖擺吧！動物們 - 藝術設計展》[8]

- 2017年台灣燈會《生生不息》 -「土雞王」[9]

- 2017年台南市文化局《蘭回鄉／再生》主題展[10]

- 2018年台灣駐紐約辦事處《台灣蘭花世界特展》 - 金色蘭花[11]

- 2018年台灣燈會《森林之泉》[12]

- 2020年台灣工藝之家《百藝芳華-2020臺灣工藝大展》[13]

- 2020年《蔡爾平－蝴蝶福迭照影來》[14][19]

- 2020年桃園市政府《桃園地景藝術節》裝置藝術作品「千風萬縷情」[15]

- 2022年雲林縣政府文化觀光處《自然為我》個展[4]

- 2024年《北港燈會神龍燈組》[20]

## 相關出版物介紹
專著
- 2009年國立歷史博物館出版《原鄉陶夢：蔡爾平彩鑲瓷暨陶藝創作》[21]

專文介紹之出版物
- 2007年夏瑞紅《人間大學 2.0》[22]

## 榮譽
- 2019年美國MOCA／世代傳承獎 Generational Legacy Award[23][24]

- 2021年雲林縣政府／雲林文化藝術獎貢獻獎[25]